# Мечеть Садарак

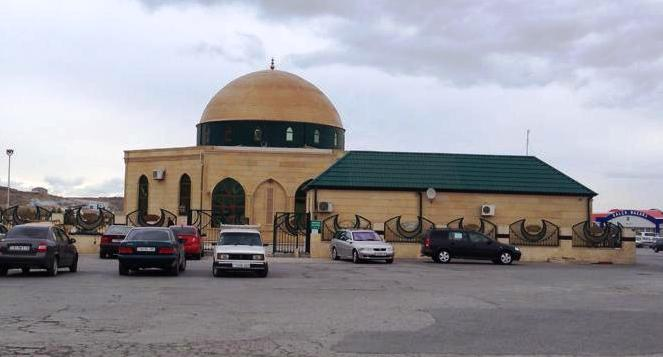
Вид на мечеть з торгового центру

Мечеть Садарак (азерб. Sədərək məscidi) — мечеть у селищі Локбатан, Карадазького району міста Баку, на території торгового центру Садарак.

## Історія
Побудована у 2007. Служить молитовним будинком в основному для численних працівників торговельного центру, що є одним з найбільших на Кавказі.

## Опис та Архітектура
Мечеть двоповерхова, сучасної восьмикутної форми, з великим кулястим куполом. Мінарет відсутня. На другому поверсі по всьому периметру купола встановлено 14 вікон.
На прилеглій до мечеті території, що входить до основного комплексу, знаходиться другорядна будова прямокутної форми з черепичним дахом, де ті, хто молиться, здійснюють ритуал обмивання.
Сама мечеть, разом із прилеглою територією, оточена парканом, двометрової висоти, кам'яно-залізної споруди. Мінбар (трибуна) та міхраб мечеті виготовлені з дерева та прикрашені ручними візерунками.